# Base de datos temporal
Una Base de datos temporal es un sistema de gestión de base de datos (DBMS) el cual implementa y trata con especial énfasis aspectos temporales, teniendo un modelo de datos temporal y una versión temporal del lenguaje de consulta estructurado, (SQL). Entre las diversas propuestas de implementación, la más extendida es TSQL2.
Especificando más profundamente, los aspectos temporales normalmente incluyen tiempo de validez y tiempo de transacción. La combinación de estos dos atributos forman un dato bitemporal.
- Tiempo de validez indica el período en el cual un hecho es verdad en el mundo real.
- Tiempo de transacción indica el período en el cual un hecho está guardado en la base de datos.
- Dato bitemporal es la combinación del tiempo de validez y el tiempo transaccional.

Estos dos períodos no tienen que ser idénticos para un mismo hecho. Imagine una base de datos temporal guardando datos sobre el siglo veinte. El tiempo de validez sobre esos hechos estará comprendido entre el año 1901 y el año 2000, sin embargo el tiempo transaccional empezará cuando insertemos esos hechos en la base de datos, por ejemplo, 25 de diciembre de 2006.
- Datos: Q1969246
- Multimedia: Temporal databases / Q1969246